# Mesochorus prominens
Mesochorus prominens är en stekelart som beskrevs av Dasch 1974. Mesochorus prominens ingår i släktet Mesochorus och familjen brokparasitsteklar. Inga underarter finns listade i Catalogue of Life.